# Сагайдак (Криулянский район)
Сагайдак (рум. Sagaidac) — село в Криулянском районе Молдавии. Наряду с сёлами Бэлцата, Верхняя Бэлцата и Верхний Сагайдак входит в состав коммуны Бэлцата.

## География
Село расположено на высоте 107 метров над уровнем моря.

## Население
По данным переписи населения 2004 года, в селе Сагайдак проживает 31 человек (16 мужчин, 15 женщин).
Этнический состав села:
| Национальность | Число жителей | Процентный состав |
| -------------- | ------------- | ----------------- |
| украинцы       | 318           | 85,94 %           |
| молдаване      | 44            | 11,89 %           |
| русские        | 6             | 1,62 %            |
| гагаузы        | 2             | 0,54 %            |
| Всего          | 370           | 100 %             |